# Marcillé-Raoul
Marcillé-Raoul (en bretó Marc'helleg-Raoul, en gal·ló Marcilhae-Raóll) és un municipi francès, situat a la regió de Bretanya, al departament d'Ille i Vilaine. L'any 2006 tenia 783 habitants.

## Demografia
| 1962                                       | 1968 | 1975 | 1982 | 1990 | 1999 |
| ------------------------------------------ | ---- | ---- | ---- | ---- | ---- |
| 710                                        | 712  | 755  | 677  | 683  | 660  |
| Des de 1962: població sense dobles comptes |      |      |      |      |      |

## Administració
| Període | Identitat  | Partit |
| ------- | ---------- | ------ |
| 2001-   | René Canto |        |